# Piccole missionarie del Sacro Cuore di Gesù
Le Piccole Missionarie del Sacro Cuore di Gesù (sigla P.M.S.C.) sono un istituto religioso femminile di diritto pontificio.

## Storia
La congregazione fu fondata da Clotilde Gigli con l'aiuto delle consorelle Gonzaga Rossi e Agata Palamidessi: suore dell'istituto di San Giuseppe dell'Apparizione, nel 1910 avevano aperto una casa ad Antignano su richiesta del parroco Giulio Melani e, quando nel 1914 le superiore ordinarono loro di chiudere la comunità, le religiose si opposero, separandosi dall'istituto e dando inizio a una congregazione autonoma.
Giovanni Piccioni, vescovo di Livorno, eresse canonicamente la comunità in congregazione religiosa il 23 giugno 1922; l'istituto ricevette il pontificio pro-decreto di lode il 14 aprile 1950.

## Attività e diffusione
Le suore si dedicano all'aiuto ai sacerdoti e lavorano in asili, laboratori femminili, scuole e nell'assistenza agli ammalati.
La sede generalizia è a Antignano, in diocesi di Livorno.
Alla fine del 2015 l'istituto contava 54 religiose in 10 case.